# Rum (tidskrift)
Rum är en svensk tidskrift om arkitektur, inredning och design. Tidskriften vänder sig till yrkesverksamma arkitekter och formgivare och bevakar arkitektur- och designvärlden ur ett brett perspektiv. Rum, som grundades 1998, ges ut med tolv nummer per år. Utgivare är It is media.
I februari 2010 utsåg tidskriften Malmös kommunalråd Ilmar Reepalu till landets mäktigaste inom design och arkitektur, för att han förvandlat "en grå arbetarstad till hetaste arkitekturdestination".
Tidskriften Rum har även gjort en i andra medier uppmärksammad sammanställning av 00-talets viktigaste design.